# Veronica cassinioides
Veronica cassinioides är en grobladsväxtart som beskrevs av Henry John Matthews och Donald Petrie. Veronica cassinioides ingår i släktet veronikor, och familjen grobladsväxter. Inga underarter finns listade i Catalogue of Life.